# Pokoly József
Pokoly József (Őr, 1866. december 6. – Hajdúsámson, 1933. június 5.) teológus, egyháztörténész, református teológiai tanár.

## Élete
Pokoly József kereskedő, később pénzügyigazgatósági hivatalnok és Kozma Amália fiaként született a Szabolcs vármegyei Őrben. Gyermekéveit anyai nagyatyja, Kozma József őri református lelkész házánál töltötte. A gimnáziumot Késmárkon és Sárospatakon végezte 1885-ben és ugyanott beiratkozott a teológiai akadémiára is. Teológiai tanulmányait a következő tanévben Debrecenben folytatta, ahol 1889–1890-ben lelkészképesítő vizsgákat tett és lelkészi oklevelet szerzett. A néptanítói oklevelet szintén Debrecenben szerezte meg, még 1887-ben. 1889 őszén Tisza Kálmán házánál, Tisza Lajos mellett nevelői állást vállalt és ebben a minőségben működött 1894 tavaszáig, amikor a geszti református egyházközség lelkészi állását foglalta el, ahová 1893. október 22-én választották meg. Nevelősége idején beiratkozott a Budapesti Tudományegyetemre, ahol előbb fél évig történeti, az 1891–1892-es tanévtől fogva pedig jogi előadásokat hallgatott, majd a jogi kartól abszolutoriumot is nyert. A geszti lelkészi állásában 1894. április 24-től 1895. július 31-ig működött. Ekkor megvált ettől, mivel 1895. február 17-én az erdélyi evangéliumi református egyházkerület teológiai fakultásába az egyháztörténelem rendes tanárának hívták meg Kolozsvárra. 1895. szeptember 1-től itt az egyetemes keresztyén és magyar protestáns egyháztörténelmet és egyházjogot tanította, egyben a fakultás könyvtárnoka, az elöljáróság jegyzője, a Magyar Protestáns Irodalmi Társaság alapító tagja és az ifjúsági ének- és zeneegylet tanárelnöke volt.

## Művei

### Folyóiratcikkek
Irodalmi működését a Debreczeni Protestáns Lapban kezdte kisebb aktualis cikkekkel; később a felmerült egyházi napi kérdésekre vonatkozó cikkei rendszerint a Protestáns Egyházi és Iskolai Lapban jelentek meg (1892. Cordatus Kondrádról); a Protestáns Szemlében (1894. A magyar prot házassági jog rövid története 1786-ig, 1895. A magyar prot. egyházak vagyonjogi viszonyai az 1790-91 XXVI. t.-cikkig, 1896. Az erdélyi fejedelmek viszonya a prot. egyházhoz, 1898. Az unitárizmus Magyarországon, 1899. Az erdélyi ref. egyház területi beosztásáról, 1901. Az első magyar református presbiterium, 1902. A református egyház megalakulása Erdélyben; ugyanezen folyóiratban ő írta a Külföldi egyházi élet című rovatot 1896 óta); a Keresztény Magvetőben (1902. Bogáti Ferencz naptári följegyzései); az erdélyi ev. ref. egyházkerület által 1896-ban kiadott iskolai Állapotrajzban ő írta A kolozsvári ev. ref. theologiai fakultás című fejezetet.

### Önállóan megjelent művei
- Több szavazat és még valami. Budapest, 1892. (Presbyteri Jánus álnévvel).
- Ev. ref. zsinati tárgyakról. Budapest, 1892. (Presbyteri Jánus álnévvel).
- Betűsoros tárgymutató az erdélyi ev. ref. egyházkerület 1872-1897. évi közgyűlési jegyzőkönyveihez. Függelékül az egyetemes konvent, az erdélyi ev. ref. egyházkerület közgyűlése s állandó igazgatótanácsa elvi jelentőségű határozataival. Kiadta az ev. ref. egyházkerület. Kolozsvár, 1899.
- Szolnok-Doboka vármegye monographiája. Deés, 1901. (I. kötet. A vármegyei intézmény története 253-343. l.).
- Az erdélyi református egyház története. Az erdélyi ev. ref. egyházkerület állandó igazgató-tanácsának megbízásából. Budapest, 1904. (I. 1556-1604., II. 1605-1690., III. 1691-1780, IV. és V. az egyházi intézmények története). → a IV. és a V. kötet elektronikusan is elérhető az Archive.Org honlapján

Ő írta az Athenaeum kiadásában megjelenő Magyar protestáns egyháztörténelem legújabbkori részét, mely most van sajtó alatt.
- Kéziratban: A protestantismus befolyása és jelentősége a magyar állami életre. Egyházkerülete felhívására több emlékiratot, javaslatot szerkesztett, melyek közül az a két emlékirat érdemel említést, a mely az „erdélyi püspök” cím tárgyában a vallás- és közoktatásügyi miniszterhez és az országgyűlés képviselőházához intéztetett.